# Orthotrichia cinctigera
Orthotrichia cinctigera är en nattsländeart som beskrevs av Wells 1984. Orthotrichia cinctigera ingår i släktet Orthotrichia och familjen smånattsländor. Inga underarter finns listade i Catalogue of Life.